# ディープ・カバー
『ディープ・カバー』（原題：Deep Cover）は、1992年制作のアメリカ合衆国のクライム・サスペンス映画。
日本でのビデオタイトルは『ディープ・カバー/潜入捜査』。

## あらすじ
1972年、クリーブランド警察署の刑事ラッセルは10歳の時、ジャンキーの父が酒屋に押し入り、射殺されるのを目の前で見て以来、ドラッグと酒は絶対にやらないと心に決めていた。
19年後、ラッセルに麻薬取締局（DEA）から潜入捜査の特命が下される。ターゲットはロサンゼルスを拠点とする国際的麻薬組織。ラッセルは迷った末に潜入捜査を引き受け、ジョン・ハルと名乗り、組織の内部に入り込む。
ラッセルは売人のエディから紹介された悪徳弁護士ジェイソンのサポートを受け、大物の売人となっていく。しかし、やがて彼は本来の任務を忘れ、悪の道にのめり込んでいく。そんな中、彼に捜査の中止命令が出る。

## キャスト
- ラッセル・スティーヴンス/ジョン・ハル：ローレンス・フィッシュバーン
- デヴィッド・ジェイソン：ジェフ・ゴールドブラム
- カーヴァー部長：チャールズ・マーティン・スミス
- ベティ：ヴィクトリア・ディラード
- タフト：クラレンス・ウィリアムズ3世
- エディ：ロジャー・グエンヴァー・スミス
- バーボサ：グレゴリー・シエラ
- ゴファー：シドニー・ラシック
- ヘルナンデス：ジュリオ・オスカー・メチョソ
- ラッセル・シニア：グリン・ターマン